# Tolne (parochie)
Tolne is een parochie van de Deense Volkskerk in de Deense gemeente Hjørring. De parochie maakt deel uit van het bisdom Aalborg en telt 524 kerkleden op een bevolking van 579 (2004). Historisch was de parochie deel van de herred Horns. De parochie werd in 1966 deel van de nieuw gevormde gemeente Sindal. In 2007 ging deze op in de vergrote gemeente Hjørring.
Asdal · Astrup · Bindslev · Bjergby · Byrum · Hals · Hirtshals · Hørmested · Horne · Lendum · Mosbjerg · Mygdal · Sindal · Sørig · Tolne · Tornby · Tversted · Uggerby · Ugilt · Vesterø · Vidstrup